# SKE48の岐阜県だって地元ですっ!
『SKE48の岐阜県だって地元ですっ!』（エスケーイー フォーティーエイトのぎふけんだってじもとですっ）は、2013年7月1日から岐阜放送ラジオで放送されているラジオ番組である。
また、岐阜放送『ぎふサテ!』内のコーナーとして放送されていた、同名のテレビ版についてもこの項で述べる。

## 放送時間
毎週月曜日 21:00 - 21:30

## 出演者
メインパーソナリティ
- 赤堀君江（SKE48チームS→チームE）[注 2]

過去のパーソナリティ
- 高柳明音（元SKE48チームKII）[注 3]
- 山下ゆかり（元SKE48チームKII）[注 4]
- 福士奈央（元SKE48チームE）[注 5]
- 加藤るみ（元SKE48チームE）[注 6]
- 竹内彩姫（元SKE48チームKII）[注 7]
- 鎌田菜月（SKE48チームE）[注 7]
- 大谷悠妃（元SKE48チームS）[注 8]
- 北野瑠華（元SKE48チームKII）[注 9]
- 岡本彩夏（元SKE48チームKII）[注 10]
- 上村亜柚香（SKE48チームS→チームE）[注 11]

### ゲストメンバー・サブパーソナリティ候補
- SKE48メンバー1〜2人（週替わり）
- 2014年7月14日放送から「加藤るみとコンビを組むサブパーソナリティ数名によるローテーションによる放送」[注 12]になると発表された。
- 2014年11月23日にイオンモール木曽川で行われた公開収録において、「山下ゆかり」と「福士奈央」がサブパーソナリティに選ばれ、2名は2014年12月1日から2015年12月28日まで出演していた。
- 2015年11月21日に木曽三川公園センターで行なわれた公開収録において、「竹内彩姫」と「鎌田菜月」がサブパーソナリティに選ばれ、2名は2016年1月11日から2020年3月30日まで出演していた。
- 2020年4月6日放送において、「大谷悠妃」と「上村亜柚香」がサブパーソナリティに選ばれ、大谷は2020年4月13日から2024年1月29日まで、上村は2020年4月13日から2025年6月30日まで出演していた。
- 2024年4月1日放送において、「岡本彩夏」がサブパーソナリティに選ばれ、2024年4月8日から2025年3月31日まで出演していた。

表示は放送日時点のチーム（S→KII→E→研究生）ごと、50音順。()は出演回数。
| 2013年（2013年7月1日 - 12月30日） | 2013年（2013年7月1日 - 12月30日） | 2013年（2013年7月1日 - 12月30日） | 2013年（2013年7月1日 - 12月30日） | 2013年（2013年7月1日 - 12月30日） | 2013年（2013年7月1日 - 12月30日） |
| 月                                | 1週目                             | 2週目                             | 3週目                             | 4週目                             | 5週目                             |
| --------------------------------- | --------------------------------- | --------------------------------- | --------------------------------- | --------------------------------- | --------------------------------- |
| 7月                               | 1日：第1回                        | 8日：第2回                        | 15日：第3回                       | 22日：第4回                       | 29日：第5回                       |
| 7月                               | 阿比留李帆 (1) 岩永亞美 (1)       | 磯原杏華 (1) 酒井萌衣 (1)         | 山田澪花 (1) 都築里佳 (1)         | 山下ゆかり (1) 岩永亞美 (2)       | 高木由麻奈 (1) 酒井萌衣 (2)       |
| 8月                               | 5日：第6回                        | 12日：第7回                       | 19日：第8回                       | 26日：第9回                       | -                                 |
| 8月                               | 山田澪花 (2) 矢野杏月 (1)         | 岩永亞美 (3) 市野成美 (1)         | 佐藤聖羅 (1) 江籠裕奈 (1)         | 中西優香 (1) 宮前杏実 (1)         | -                                 |
| 9月                               | 2日：第10回                       | 9日：第11回                       | 16日：第12回                      | 23日：第13回                      | 30日：第14回                      |
| 9月                               | 小林亜実 (1) 水埜帆乃香 (1)       | 新土居沙也加 (1) 小林亜実 (2)     | 高木由麻奈 (2) 梅本まどか (1)     | 高木由麻奈 (3) 東李苑 (1)         | 都築里佳 (2) 梅本まどか (2)       |
| 10月                              | 7日：第15回                       | 14日：第16回                      | 21日：第17回                      | 28日：第18回                      | -                                 |
| 10月                              | 斉藤真木子 (1)                    | 加藤智子 (1)                      | 山下ゆかり (2)                    | 古川愛李 (1)                      | -                                 |
| 11月                              | 4日：第19回                       | 11日：第20回                      | 18日：第21回                      | 25日：第22回                      | -                                 |
| 11月                              | 矢方美紀 (1) 佐藤実絵子 (1)       | 磯原杏華 (2) 酒井萌衣 (3)         | 後藤理沙子 (1) 松本梨奈 (1)       | 内山命 (1) 竹内舞 (1)             | -                                 |
| 12月                              | 2日：第23回                       | 9日：第24回                       | 16日：第25回                      | 23日：第26回                      | 30日：第27回                      |
| 12月                              | 後藤理沙子 (2)                    | 石田安奈 (1)                      | 市野成美 (2)                      | 岩永亞美 (4)                      | 小林亜実 (3) 山田澪花 (3)         |
| 1.                                |                                   |                                   |                                   |                                   |                                   |

| 2014年（2014年1月6日 - 12月29日）          | 2014年（2014年1月6日 - 12月29日）                               | 2014年（2014年1月6日 - 12月29日）                                       | 2014年（2014年1月6日 - 12月29日）                                     | 2014年（2014年1月6日 - 12月29日）                     | 2014年（2014年1月6日 - 12月29日） |
| 月                                         | 1週目                                                           | 2週目                                                                   | 3週目                                                                 | 4週目                                                 | 5週目                             |
| ------------------------------------------ | --------------------------------------------------------------- | ----------------------------------------------------------------------- | --------------------------------------------------------------------- | ----------------------------------------------------- | --------------------------------- |
| 1月                                        | 6日：第28回                                                     | 13日：第29回                                                            | 20日：第30回                                                          | 27日：第31回                                          | -                                 |
| 1月                                        | 竹内舞 (2) 二村春香 (1)                                         | 山田みずほ (1) 木下有希子 (1)                                           | 阿比留李帆 (2)                                                        | 金子栞 (1)                                            | -                                 |
| 2月                                        | 3日：第32回                                                     | 10日：第33回                                                            | 17日：第34回                                                          | 24日：第35回                                          | -                                 |
| 2月                                        | 宮前杏実 (2)                                                    | 内山命 (2)                                                              | 山下ゆかり (3) 松村香織 (1)                                           | 北野瑠華 (1) 松村香織 (2)                             | -                                 |
| 3月                                        | 3日：第36回                                                     | 10日：第37回                                                            | 17日：第38回                                                          | 24日：第39回                                          | 31日：第40回                      |
| 3月                                        | 柴田阿弥 (1) 山下ゆかり (4)                                     | 都築里佳 (3) 山下ゆかり (5)                                             | 須田亜香里 (1) 大脇有紗 (1)                                           | 須田亜香里 (2) 市野成美 (3)                           | 須田亜香里 (3) 熊崎晴香 (1)       |
| 4月                                        | 7日：第41回                                                     | 14日：第42回                                                            | 21日：第43回                                                          | 28日：第44回                                          | -                                 |
| 4月                                        | 佐藤実絵子 (2) 松村香織 (3)                                     | 二村春香 (2) 松村香織 (4)                                               | 竹内舞 (3) 松村香織 (5)                                               | 山下ゆかり (6) 梅本まどか (3)                         | -                                 |
| 5月                                        | 5日：第45回                                                     | 12日：第46回                                                            | 19日：第47回                                                          | 26日：第48回                                          | -                                 |
| 5月                                        | 山下ゆかり (7) 小林亜実 (4)                                     | 惣田紗莉渚 (1) 山下ゆかり (8)                                           | 北川綾巴 (1) 大場美奈 (1)                                             | 大場美奈 (2) 小石公美子 (1)                           | -                                 |
| 6月                                        | 2日：第49回                                                     | 9日：第50回                                                             | 16日：第51回                                                          | 23日：第52回                                          | 30日：第53回                      |
| 6月                                        | 大場美奈 (3) 谷真理佳 (1)                                       | 須田亜香里 (4) 谷真理佳 (2)                                             | 斉藤真木子 (2) 酒井萌衣 (4)                                           | 後藤理沙子 (3) 斉藤真木子 (3)                         | 市野成美 (4) 斉藤真木子 (4)       |
| 7月                                        | 7日：第54回                                                     | 14日：第55回                                                            | 21日：第56回                                                          | 28日：第57回                                          | -                                 |
| 7月                                        | 都築里佳 (4) 中西優香 (2) 宮前杏実 (3) 酒井萌衣 (5)             | （ここより太文字は サブパーソナリティ候補） 宮前杏実 (4) 山下ゆかり (9) | 中西優香 (3) 山下ゆかり (10)                                          | 東李苑 (2) 中西優香 (4) 磯原杏華 (3) 犬塚あさな (1)   | -                                 |
| 8月                                        | 4日：第58回                                                     | 11日：第59回                                                            | 18日：第60回                                                          | 25日：第61回                                          | -                                 |
| 8月                                        | 梅本まどか (4) 犬塚あさな (2)                                   | 東李苑 (3) 梅本まどか (5)                                               | 青木詩織 (1) 松村香織 (6)                                             | 谷真理佳 (3) 松村香織 (7)                             | -                                 |
| 9月                                        | 1日：第62回                                                     | 8日：第63回                                                             | 15日：第64回                                                          | 22日：第65回                                          | 29日：第66回                      |
| 9月                                        | 高木由麻奈 (4) 谷真理佳 (4) 青木詩織 (2) 松村香織 (8)           | 大矢真那 (1) 古川愛李 (2)                                               | 加藤智子 (2) 古川愛李 (3)                                             | 大矢真那 (2) 加藤智子 (3) 佐々木柚香 (1)              | 後藤理沙子 (4) 宮前杏実 (5)       |
| 10月                                       | 6日：第67回                                                     | 13日：第68回                                                            | 20日：第69回                                                          | 27日：第70回                                          | -                                 |
| 10月                                       | 宮前杏実 (6) 小林亜実 (5)                                       | 後藤理沙子 (5) 小林亜実 (6)                                             | 岩永亞美 (5) 荻野利沙 (1)                                             | 内山命 (3) 岩永亞美 (6)                               | -                                 |
| 11月                                       | 3日：第71回                                                     | 10日：第72回                                                            | 17日：第73回                                                          | 24日：第74回                                          | -                                 |
| 11月                                       | 阿比留李帆 (3) 内山命 (4) 荻野利沙 (2)                          | 酒井萌衣 (6) 福士奈央 (1)                                               | 松本慈子 (1) 矢方美紀 (2) （ここまで太文字は サブパーソナリティ候補） | 矢方美紀 (3) 斉藤真木子 (5) 酒井萌衣 (7) 福士奈央 (2) | -                                 |
| 12月                                       | 1日：第75回                                                     | 8日：第76回                                                             | 15日：第77回                                                          | 22日：第78回                                          | 29日：第79回                      |
| 12月                                       | （ここより斜文字は サブパーソナリティ） 山下ゆかり 神門沙樹 (1) | 山下ゆかり 荒井優希 (1)                                                 | 福士奈央 荒井優希 (2) 神門沙樹 (2) 髙塚夏生 (1)                       | 福士奈央 酒井萌衣 (8)                                 | 福士奈央 斉藤真木子 (6)           |
| 1. 2. 3. 4. 5. 6. 7. 8. 9. 10. 11. 12. 13. |                                                                 |                                                                         |                                                                       |                                                       |                                   |

| 2015年（2015年1月5日 - 12月28日）                                                  | 2015年（2015年1月5日 - 12月28日）                     | 2015年（2015年1月5日 - 12月28日）                 | 2015年（2015年1月5日 - 12月28日）                       | 2015年（2015年1月5日 - 12月28日）                    | 2015年（2015年1月5日 - 12月28日） |
| 月                                                                                 | 1週目                                                 | 2週目                                             | 3週目                                                   | 4週目                                                | 5週目                             |
| ---------------------------------------------------------------------------------- | ----------------------------------------------------- | ------------------------------------------------- | ------------------------------------------------------- | ---------------------------------------------------- | --------------------------------- |
| 1月                                                                                | 5日：第80回                                           | 12日：第81回                                      | 19日：第82回                                            | 26日：第83回                                         | -                                 |
| 1月                                                                                | 大矢真那 (3) 都築里佳 (5) 斉藤真木子 (7) 酒井萌衣 (9) | 福士奈央 大矢真那 (4)                             | 田中菜津美 (1) 宮前杏実 (7) 市野成美 (5) 小石久美子 (2) | 福士奈央 宮前杏実 (8)                                | -                                 |
| 2月                                                                                | 2日：第84回                                           | 9日：第85回                                       | 16日：第86回                                            | 23日：第87回                                         | -                                 |
| 2月                                                                                | 福士奈央 市野成美 (6)                                 | 山下ゆかり 二村春香 (3)                           | 山下ゆかり 斉藤真木子 (8)                               | 山下ゆかり 磯原杏華 (4)                              | -                                 |
| 3月                                                                                | 2日：第88回                                           | 9日：第89回                                       | 16日：第90回                                            | 23日：第91回                                         | 30日：第92回                      |
| 3月                                                                                | 福士奈央 北川綾巴 (2)                                 | 山下ゆかり 福士奈央 竹内舞 (4) 柴田阿弥 (2)       | 山下ゆかり 福士奈央 竹内舞 (5) 柴田阿弥 (3)             | 矢方美紀 (4) 酒井萌衣 (10) 熊崎晴香 (2) 山田樹奈 (1) | 福士奈央 矢方美紀 (5)             |
| 4月                                                                                | 6日：第93回                                           | 13日：第94回                                      | 20日：第95回                                            | 27日：第96回                                         | -                                 |
| 4月                                                                                | 福士奈央 酒井萌衣 (11)                                | 福士奈央 井田玲音名 (1)                           | 福士奈央 井田玲音名 (2) 熊崎晴香 (3) 髙寺沙菜 (1)       | 福士奈央 熊崎晴香 (4) 髙寺沙菜 (2)                   | -                                 |
| 5月                                                                                | 4日：第97回                                           | 11日：第98回                                      | 18日：第99回                                            | 25日：第100回                                        | -                                 |
| 5月                                                                                | 宮前杏実 (9) 古畑奈和 (1) 市野成美 (7) 斉藤真木子 (9) | 山下ゆかり 古畑奈和 (2)                           | 山下ゆかり 斉藤真木子 (10)                              | 山下ゆかり 都築里佳 (6) 酒井萌衣 (12)                | -                                 |
| 6月                                                                                | 1日：第101回                                          | 8日：第102回                                      | 15日：第103回                                           | 22日：第104回                                        | 29日：第105回                     |
| 6月                                                                                | 山下ゆかり 福士奈央 高柳明音 (1)                      | 山下ゆかり 福士奈央 高柳明音 (2)                  | 山下ゆかり 梅本まどか (6) 熊崎晴香 (5) 斉藤真木子 (11)  | 山下ゆかり 斉藤真木子 (12) 太田彩夏 (1) 町音葉 (1)   | 山下ゆかり 太田彩夏 (2)           |
| 7月                                                                                | 6日：第106回                                          | 13日：第107回                                     | 20日：第108回                                           | 27日：第109回                                        | -                                 |
| 7月                                                                                | 山下ゆかり 竹内舞 (6) 石田安奈 (2) 内山命 (5)         | 山下ゆかり 石田安奈 (3)                           | 山下ゆかり 竹内舞 (7)                                   | 犬塚あさな (3) 竹内舞 (8) 石田安奈 (4) 磯原杏華 (5)  | -                                 |
| 8月                                                                                | 3日：第110回                                          | 10日：第111回                                     | 17日：第112回                                           | 24日：第113回                                        | 31日：第114回                     |
| 8月                                                                                | 山下ゆかり 磯原杏華 (6)                               | 山下ゆかり 犬塚あさな (4)                         | 山下ゆかり 竹内舞 (9) 石田安奈 (5)                      | 福士奈央 小石久美子 (3)                              | 福士奈央 矢方美紀 (6)             |
| 9月                                                                                | 7日：第115回                                          | 14日：第116回                                     | 21日：第117回                                           | 28日：第118回                                        | -                                 |
| 9月                                                                                | 矢方美紀 (7) 小石久美子 (4) 斉藤真木子 (13)           | 山下ゆかり 竹内彩姫 (1) 日高優月 (1) 熊崎晴香 (6) | 山下ゆかり 竹内彩姫 (2)                                 | 山下ゆかり 日高優月 (2) 熊崎晴香 (7)                 | -                                 |
| 10月                                                                               | 5日：第119回                                          | 12日：第120回                                     | 19日：第121回                                           | 26日：第122回                                        | -                                 |
| 10月                                                                               | 福士奈央 青木詩織 (3)                                 | 福士奈央 野口由芽 (1)                             | 福士奈央 青木詩織 (4)                                   | 山下ゆかり 鎌田菜月 (1)                              | -                                 |
| 11月                                                                               | 2日：第123回                                          | 9日：第124回                                      | 16日：第125回                                           | 23日：第126回                                        | 30日：第127回                     |
| 11月                                                                               | 山下ゆかり 矢方美紀 (8) 谷真理佳 (5)                  | 山下ゆかり 谷真理佳 (6)                           | 山下ゆかり 福士奈央                                     | 高木由麻奈 (5) 小石久美子 (5) 谷真理佳 (7)           | 山下ゆかり 高木由麻奈 (6)         |
| 12月                                                                               | 7日：第128回                                          | 14日：第129回                                     | 21日：第130回                                           | 28日：第131回                                        | -                                 |
| 12月                                                                               | 福士奈央 小石久美子 (6) 谷真理佳 (8)                  | 山下ゆかり 福士奈央                               | 山下ゆかり 斉藤真木子 (14)                              | 山下ゆかり 福士奈央                                  | -                                 |
| 1. 2. 3. 4. 5. 6. 7. 8. 9. 10. 11. 12. 13. 14. 15. 16. 17. 18. 19. 20. 21. 22. 23. |                                                       |                                                   |                                                         |                                                      |                                   |

| 2016年（2016年1月4日 - 12月26日）                          | 2016年（2016年1月4日 - 12月26日）                     | 2016年（2016年1月4日 - 12月26日）                     | 2016年（2016年1月4日 - 12月26日）               | 2016年（2016年1月4日 - 12月26日）                    | 2016年（2016年1月4日 - 12月26日）                 |
| 月                                                         | 1週目                                                 | 2週目                                                 | 3週目                                           | 4週目                                                | 5週目                                             |
| ---------------------------------------------------------- | ----------------------------------------------------- | ----------------------------------------------------- | ----------------------------------------------- | ---------------------------------------------------- | ------------------------------------------------- |
| 1月                                                        | 4日：第132回                                          | 11日：第133回                                         | 18日：第134回                                   | 25日：第135回                                        | -                                                 |
| 1月                                                        | 大矢真那 (5) 後藤理沙子 (6) 都築里佳 (7)              | 竹内彩姫 鎌田菜月                                     | 鎌田菜月 後藤理沙子 (7)                         | 鎌田菜月 磯原杏華 (7) 斉藤真木子 (15)                | -                                                 |
| 2月                                                        | 1日：第136回                                          | 8日：第137回                                          | 15日：第138回                                   | 22日：第139回                                        | 29日：第140回                                     |
| 2月                                                        | 鎌田菜月 斉藤真木子 (16)                              | 竹内彩姫 菅原茉椰 (1)                                 | 鎌田菜月 水野愛理 (1)                           | 高木由麻奈 (7) 松村香織 (9) 水野愛理 (2)             | 鎌田菜月 高木由麻奈 (8) 松村香織 (10)             |
| 3月                                                        | 7日：第141回                                          | 14日：第142回                                         | 21日：第143回                                   | 28日：第144回                                        | -                                                 |
| 3月                                                        | 竹内彩姫 山田樹奈 (2) 日高優月 (3) 井田玲音名 (3)     | 山下ゆかり (11)                                       | 竹内彩姫 山田樹奈 (3)                           | 竹内彩姫 日高優月 (4) 井田玲音名 (4)                 | -                                                 |
| 4月                                                        | 4日：第145回                                          | 11日：第146回                                         | 18日：第147回                                   | 25日：第148回                                        | -                                                 |
| 4月                                                        | 青木詩織 (5) 高木由麻奈 (9) 谷真理佳 (9) 水野愛理 (3) | 竹内彩姫 高木由麻奈 (10) 谷真理佳 (10)                | 竹内彩姫 青木詩織 (6)                           | 竹内彩姫 野口由芽 (2) 山田樹奈 (4) 日高優月 (5)      | -                                                 |
| 5月                                                        | 2日：第149回                                          | 9日：第150回                                          | 16日：第151回                                   | 23日：第152回                                        | 30日：第153回                                     |
| 5月                                                        | 竹内彩姫 野口由芽 (3) 山田樹奈 (5) 日高優月 (6)       | 竹内彩姫 野口由芽 (4) 山田樹奈 (6) 日高優月 (7)       | 竹内彩姫 鎌田菜月 福士奈央 (3)                  | 竹内彩姫 鎌田菜月 福士奈央 (4)                       | [ * 10 ]                                          |
| 6月                                                        | 6日：第154回                                          | 13日：第155回                                         | 20日：第156回                                   | 27日：第157回                                        | -                                                 |
| 6月                                                        | 竹内彩姫 鎌田菜月                                     | 鎌田菜月 木本花音 (1)                                 | 竹内彩姫 酒井萌衣 (13)                          | 鎌田菜月 青木詩織 (7) 井田玲音名 (5)                 | -                                                 |
| 7月                                                        | 4日：第158回                                          | 11日：第159回                                         | 18日：第160回                                   | 25日：第161回                                        | -                                                 |
| 7月                                                        | 鎌田菜月 青木詩織 (8) 内山命 (6)                      | 鎌田菜月 内山命 (7) 井田玲音名 (6)                    | 鎌田菜月 石田安奈 (6)                           | 鎌田菜月 宮前杏実 (10) 青木詩織 (9) 石田安奈 (7)     | -                                                 |
| 8月                                                        | 1日：第162回                                          | 8日：第163回                                          | 15日：第164回                                   | 22日：第165回                                        | 29日：第166回                                     |
| 8月                                                        | 鎌田菜月 宮前杏実 (11) 青木詩織 (10)                  | 竹内彩姫 野島樺乃 (1) 山田樹奈 (7)                    | 竹内彩姫 野島樺乃 (2)                           | 竹内彩姫 山田樹奈 (8) 木本花音 (2)                   | 鎌田菜月 木本花音 (3) 谷真理佳 (11)               |
| 9月                                                        | 5日：第167回                                          | 12日：第168回                                         | 19日：第169回                                   | 26日：第170回                                        | -                                                 |
| 9月                                                        | 鎌田菜月 山田樹奈 (9) 谷真理佳 (12)                   | 斉藤真木子 (17) 太田彩夏 (3)                          | 鎌田菜月 荒井優希 (3)                           | 鎌田菜月 荒井優希 (4) 惣田紗莉渚 (2) 高木由麻奈 (11) | -                                                 |
| 10月                                                       | 3日：第171回                                          | 10日：第172回                                         | 17日：第173回                                   | 24日：第174回                                        | 31日：第175回                                     |
| 10月                                                       | 鎌田菜月 惣田紗莉渚 (3) 高木由麻奈 (12)               | 野口由芽 (5) 松本慈子 (2) 井田玲音名 (7) 福士奈央 (5) | 竹内彩姫 松本慈子 (3)                           | 竹内彩姫 野口由芽 (6) 福士奈央 (6)                   | 竹内彩姫 野口由芽 (7) 井田玲音名 (8) 福士奈央 (7) |
| 11月                                                       | 7日：第176回                                          | 14日：第177回                                         | 21日：第178回                                   | 28日：第179回                                        | -                                                 |
| 11月                                                       | 竹内彩姫 日高優月 (8) 福士奈央 (8)                    | 竹内彩姫 松本慈子 (4) 日高優月 (9)                    | 竹内彩姫 松本慈子 (5) 小畑優奈 (1) 浅井裕華 (1) | 竹内彩姫 小畑優奈 (2)                                | -                                                 |
| 12月                                                       | 5日：第180回                                          | 12日：第181回                                         | 19日：第182回                                   | 26日：第183回                                        | -                                                 |
| 12月                                                       | 竹内彩姫 鎌田菜月                                     | 竹内彩姫 矢方美紀 (9) 髙畑結希 (1)                    | 鎌田菜月 矢方美紀 (10) 髙畑結希 (2)             | 竹内彩姫 杉山愛佳 (1) 町音葉 (2) 山田樹奈 (10)       | -                                                 |
| 1. 2. 3. 4. 5. 6. 7. 8. 9. 10. 11. 12. 13. 14. 15. 16. 17. |                                                       |                                                       |                                                 |                                                      |                                                   |

| 2017年（2017年1月2日 - 12月25日）                                                                      | 2017年（2017年1月2日 - 12月25日）                         | 2017年（2017年1月2日 - 12月25日）                                                    | 2017年（2017年1月2日 - 12月25日）                                                     | 2017年（2017年1月2日 - 12月25日）                               | 2017年（2017年1月2日 - 12月25日）                 |
| 月 | 1週目                                                     | 2週目                                                                                | 3週目                                                                                 | 4週目                                                           | 5週目                                             |
| --- | --------------------------------------------------------- | ------------------------------------------------------------------------------------ | ------------------------------------------------------------------------------------- | --------------------------------------------------------------- | ------------------------------------------------- |
| 1月 | 2日：第184回                                              | 9日：第185回                                                                         | 16日：第186回                                                                         | 23日：第187回                                                   | 30日：第188回                                     |
| 1月 | 杉山愛佳 (2) 野島樺乃 (3) 町音葉 (3) 山田樹奈 (11)        | 竹内彩姫 杉山愛佳 (3) 山田樹奈 (12)                                                  | 竹内彩姫 野島樺乃 (4) 町音葉 (4)                                                      | 鎌田菜月 荒井優希 (5) 谷真理佳 (13)                             | 鎌田菜月 松本慈子 (6) 水野愛理 (4)                |
| 2月 | 6日：第189回                                              | 13日：第190回                                                                        | 20日：第191回                                                                         | 27日：第192回                                                   | -                                                 |
| 2月 | 鎌田菜月 松本慈子 (7) 荒井優希 (6) 水野愛理 (5)           | 鎌田菜月 松本慈子 (8) 荒井優希 (7)                                                   | 後藤理沙子 (8) 矢方美紀 (11)                                                          | 野口由芽 (8) 福士奈央 (9)                                       | -                                                 |
| 3月 | 6日：第193回                                              | 13日：第194回                                                                        | 20日：第195回                                                                         | 27日：第196回                                                   | -                                                 |
| 3月 | 後藤理沙子 (9) 福士奈央 (10)                              | 竹内彩姫 後藤理沙子 (10) 末永桜花 (1) 北川愛乃 (1)                                   | 竹内彩姫 末永桜花 (2)                                                                 | 竹内彩姫 後藤理沙子 (11) 北川愛乃 (2)                           | -                                                 |
| 4月 | 3日：第197回                                              | 10日：第198回                                                                        | 17日：第199回                                                                         | 24日：第200回                                                   | -                                                 |
| 4月 | 鎌田菜月 山田樹奈 (13) 青木詩織 (11) 日高優月 (10)        | 鎌田菜月 山田樹奈 (14) 青木詩織 (12)                                                 | 鎌田菜月 青木詩織 (13) 日高優月 (11)                                                  | 竹内彩姫 鎌田菜月                                               | -                                                 |
| 5月 | 1日：第201回                                              | 8日：第202回                                                                         | 15日：第203回                                                                         | 22日：第204回                                                   | 29日：第205回                                     |
| 5月 | 鎌田菜月 上村亜柚香 (1)                                   | 竹内彩姫 上村亜柚香 (2) 荒井優希 (8) 高木由麻奈 (13) 水野愛理 (6)                    | 竹内彩姫 上村亜柚香 (3) 荒井優希 (9) 高木由麻奈 (14) 水野愛理 (7)                     | 竹内彩姫 高木由麻奈 (15) 水野愛理 (8)                           | 竹内彩姫 内山命 (8) 松村香織 (11) 斉藤真木子 (18) |
| 6月 | 5日：第206回                                              | 12日：第207回                                                                        | 19日：第208回                                                                         | 26日：第209回                                                   | -                                                 |
| 6月 | 竹内彩姫 松村香織 (12)                                    | 青木詩織 (14) 内山命 (9) 斉藤真木子 (19)                                             | 竹内彩姫 青木詩織 (15) 内山命 (10)                                                    | 鎌田菜月 江籠裕奈 (2) 髙寺沙菜 (3)                              | -                                                 |
| 7月 | 3日：第210回                                              | 10日：第211回                                                                        | 17日：第212回                                                                         | 24日：第213回                                                   | 31日：第214回                                     |
| 7月 | 竹内彩姫 鎌田菜月 江籠裕奈 (3) 松村香織 (13) 髙寺沙菜 (4) | 竹内彩姫 江籠裕奈 (4) 松村香織 (14)                                                  | 竹内彩姫 鎌田菜月 江籠裕奈 (5)                                                        | 竹内彩姫 後藤楽々 (1)                                           | 竹内彩姫 後藤楽々 (2)                             |
| 8月 | 7日：第215回                                              | 14日：第216回                                                                        | 21日：第217回                                                                         | 28日：第218回                                                   | -                                                 |
| 8月 | 竹内彩姫 後藤楽々 (3)                                     | 鎌田菜月 内山命 (11) 日高優月 (12) 熊崎晴香 (8)                                      | 鎌田菜月 内山命 (12) 日高優月 (13)                                                    | 鎌田菜月 日高優月 (14) 熊崎晴香 (9)                             | -                                                 |
| 9月 | 4日：第219回                                              | 11日：第220回                                                                        | 18日：第221回                                                                         | 25日：第222回                                                   | -                                                 |
| 9月 | 鎌田菜月 熊崎晴香 (10)                                    | 松本慈子 (9) 荒井優希 (10) 北野瑠華 市野成美 (8) 鎌田菜月 髙寺沙菜 (5) 福士奈央 (11) | 松本慈子 (10) 荒井優希 (11) 北野瑠華 市野成美 (9) 鎌田菜月 髙寺沙菜 (6) 福士奈央 (12) | 鎌田菜月 市野成美 (10) 福士奈央 (13)                            | -                                                 |
| 10月                                                                                                   | 2日：第223回                                              | 9日：第224回                                                                         | 16日：第225回                                                                         | 23日：第226回                                                   | 30日：第227回                                     |
| 10月                                                                                                   | 鎌田菜月 松本慈子 (11) 荒井優希 (12) 髙寺沙菜 (7)         | 竹内彩姫 荒井優希 (13) 内山命 (13) 白井琴望 (1) 水野愛理 (9)                         | 竹内彩姫 荒井優希 (14) 内山命 (14) 白井琴望 (2) 水野愛理 (10)                         | 竹内彩姫 荒井優希 (15) 内山命 (15)                              | 竹内彩姫 白井琴望 (3) 水野愛理 (11)               |
| 11月                                                                                                   | 6日：第228回                                              | 13日：第229回                                                                        | 20日：第230回                                                                         | 27日：第231回                                                   | -                                                 |
| 11月                                                                                                   | 竹内彩姫 大矢真那 (6) 高木由麻奈 (16)                     | 大矢真那 (7) 井上瑠夏 (1) 相川暖花 (1)                                               | 竹内彩姫 相川暖花 (2)                                                                 | 竹内彩姫 高木由麻奈 (17)                                        | -                                                 |
| 12月                                                                                                   | 4日：第232回                                              | 11日：第233回                                                                        | 18日：第234回                                                                         | 25日：第235回                                                   | -                                                 |
| 12月                                                                                                   | 竹内彩姫 井上瑠夏 (2)                                     | 鎌田菜月 野島樺乃 (5) 松本慈子 (12)                                                  | 鎌田菜月 野島樺乃 (6) 松本慈子 (13) 荒井優希 (16) 水野愛理 (12)                       | 鎌田菜月 野島樺乃 (7) 松本慈子 (14) 荒井優希 (17) 水野愛理 (13) | -                                                 |
| 1. 2. 3. 4. 5. 6. 7. 8. 9. 10. 11. 12. 13. 14. 15. 16. 17. 18. 19. 20. 21. 22. 23. 24. 25. 26. 27. 28. |                                                           |                                                                                      |                                                                                       |                                                                 |                                                   |

| 2018年（2018年1月1日 - 12月31日）                                                                          | 2018年（2018年1月1日 - 12月31日）                            | 2018年（2018年1月1日 - 12月31日）                           | 2018年（2018年1月1日 - 12月31日）                                            | 2018年（2018年1月1日 - 12月31日）                                            | 2018年（2018年1月1日 - 12月31日）                                |
| 月 | 1週目                                                        | 2週目                                                       | 3週目                                                                        | 4週目                                                                        | 5週目                                                            |
| --- | ------------------------------------------------------------ | ----------------------------------------------------------- | ---------------------------------------------------------------------------- | ---------------------------------------------------------------------------- | ---------------------------------------------------------------- |
| 1月 | 1日：第236回                                                 | 8日：第237回                                                | 15日：第238回                                                                | 22日：第239回                                                                | 29日：第240回                                                    |
| 1月 | 鎌田菜月 野島樺乃 (8) 水野愛理 (14)                          | 鎌田菜月 松本慈子 (15) 荒井優希 (18) 水野愛理 (15)          | 鎌田菜月 松本慈子 (16) 荒井優希 (19)                                         | 竹内彩姫 鎌田菜月                                                            | 竹内彩姫 鎌田菜月                                                |
| 2月 | 5日：第241回                                                 | 12日：第242回                                               | 19日：第243回                                                                | 26日：第244回                                                                | -                                                                |
| 2月 | 竹内彩姫 鎌田菜月                                            | 竹内彩姫 上村亜柚香 (4) 髙塚夏生 (2) 石黒友月 (1)           | 竹内彩姫 上村亜柚香 (5) 髙塚夏生 (3)                                         | 竹内彩姫 町音葉 (5) 太田彩夏 (4)                                             | -                                                                |
| 3月 | 5日：第245回                                                 | 12日：第246回                                               | 19日：第247回                                                                | 26日：第248回                                                                | -                                                                |
| 3月 | 竹内彩姫 町音葉 (6) 太田彩夏 (5)                             | 竹内彩姫 江籠裕奈 (6) 市野成美 (11) 菅原茉椰 (2)            | 竹内彩姫 松本慈子 (17) 江籠裕奈 (7) 市野成美 (12) 菅原茉椰 (3) 福士奈央 (14) | 竹内彩姫 松本慈子 (18) 江籠裕奈 (8) 市野成美 (13) 菅原茉椰 (4) 福士奈央 (15) | -                                                                |
| 4月 | 2日：第249回                                                 | 9日：第250回                                                | 16日：第251回                                                                | 23日：第252回                                                                | 30日：第253回                                                    |
| 4月 | 竹内彩姫 松本慈子 (19) 菅原茉椰 (5)                          | 竹内彩姫 江籠裕奈 (9) 福士奈央 (16)                         | 鎌田菜月 末永桜花 (3)                                                        | 鎌田菜月 相川暖花 (3) 斉藤真木子 (20) 末永桜花 (4) 福士奈央 (17)             | 鎌田菜月 相川暖花 (4) 斉藤真木子 (21) 末永桜花 (5) 福士奈央 (18) |
| 5月 | 7日：第254回                                                 | 14日：第255回                                               | 21日：第256回                                                                | 28日：第257回                                                                | -                                                                |
| 5月 | 鎌田菜月 相川暖花 (5) 斉藤真木子 (22) 末永桜花 (6)           | 鎌田菜月 斉藤真木子 (23) 福士奈央 (19)                      | 竹内彩姫 荒井優希 (20) 内山命 (16) 太田彩夏 (6)                              | 竹内彩姫 荒井優希 (21) 内山命 (17) 太田彩夏 (7)                              | -                                                                |
| 6月 | 4日：第258回                                                 | 11日：第259回                                               | 18日：第260回                                                                | 25日：第261回                                                                | -                                                                |
| 6月 | 竹内彩姫 内山命 (18) 太田彩夏 (8)                            | 竹内彩姫 荒井優希 (22)                                      | 上村亜柚香 (6) 片岡成美 (1) 松村香織 (15) 相川暖花 (3) 倉島杏実 (1)          | 上村亜柚香 (7) 片岡成美 (2) 松村香織 (16) 相川暖花 (4) 倉島杏実 (2)          | -                                                                |
| 7月 | 2日：第262回                                                 | 9日：第263回                                                | 16日：第264回                                                                | 23日：第265回                                                                | 30日：第266回                                                    |
| 7月 | 上村亜柚香 (8) 片岡成美 (3)                                  | 上村亜柚香 (9) 倉島杏実 (3)                                 | 野島樺乃 (9) 町音葉 (7) 太田彩夏 (9) 髙畑結希 (3)                            | 野島樺乃 (10) 町音葉 (8) 太田彩夏 (10) 髙畑結希 (4)                          | 野島樺乃 (11) 髙畑結希 (5)                                       |
| 8月 | 6日：第267回                                                 | 13日：第268回                                               | 20日：第269回                                                                | 27日：第270回                                                                | -                                                                |
| 8月 | 町音葉 (9) 太田彩夏 (11)                                     | 町音葉 (10) 太田彩夏 (12)                                   | 鎌田菜月 山田樹奈 (15) 日高優月 (15)                                         | 鎌田菜月 北川綾巴 (3) 山田樹奈 (16) 日高優月 (16)                            | -                                                                |
| 9月 | 3日：第271回                                                 | 10日：第272回                                               | 17日：第273回                                                                | 24日：第274回                                                                | -                                                                |
| 9月 | 鎌田菜月 北川綾巴 (4) 山田樹奈 (17) 日高優月 (17)            | 松本慈子 (20) 荒井優希 (23) 北野瑠華 鎌田菜月 福士奈央 (20) | 鎌田菜月 北川綾巴 (5)                                                        | 竹内彩姫 大谷悠妃 (1) 中野愛理 (1) 西満里奈 (1) 平田詩奈 (1)                 | -                                                                |
| 10月 | 1日：第275回                                                 | 8日：第276回                                                | 15日：第277回                                                                | 22日：第278回                                                                | 29日：第279回                                                    |
| 10月 | 竹内彩姫 大谷悠妃 (2) 中野愛理 (2) 西満里奈 (2) 平田詩奈 (2) | 竹内彩姫 中野愛理 (3) 平田詩奈 (3)                          | 竹内彩姫 大谷悠妃 (3)                                                        | 竹内彩姫 西満里奈 (3) 平田詩奈 (4)                                           | 鎌田菜月 内山命 (19) 江籠裕奈 (10)                               |
| 11月 | 5日：第280回                                                 | 12日：第281回                                               | 19日：第282回                                                                | 26日：第283回                                                                | -                                                                |
| 11月 | 鎌田菜月 荒井優希 (24) 内山命 (20) 江籠裕奈 (11)             | 鎌田菜月 杉山愛佳 (4) 内山命 (21)                           | 鎌田菜月 町音葉 (11) 太田彩夏 (13)                                           | 野島樺乃 (12) 町音葉 (12) 太田彩夏 (14) 小畑優奈 (3)                         | -                                                                |
| 12月 | 3日：第284回                                                 | 10日：第285回                                               | 17日：第286回                                                                | 24日：第287回                                                                | 31日：第288回                                                    |
| 12月 | 鎌田菜月 杉山愛佳 (5)                                        | 鎌田菜月 荒井優希 (25) 江籠裕奈 (12)                        | 鎌田菜月 小畑優奈 (4) 後藤楽々 (4)                                           | 野島樺乃 (13) 太田彩夏 (15) 小畑優奈 (5) 後藤楽々 (5)                        | 鎌田菜月 野島樺乃 (14) 後藤楽々 (6)                              |
| 1. 2. 3. 4. 5. 6. 7. 8. 9. 10. 11. 12. 13. 14. 15. 16. 17. 18. 19. 20. 21. 22. 23. 24. 25. 26. 27. 28. 29. |                                                              |                                                             |                                                                              |                                                                              |                                                                  |

| 2019年（2019年1月7日 - 12月30日）                                      | 2019年（2019年1月7日 - 12月30日）                                | 2019年（2019年1月7日 - 12月30日）                                | 2019年（2019年1月7日 - 12月30日）                  | 2019年（2019年1月7日 - 12月30日）                             | 2019年（2019年1月7日 - 12月30日）       |
| 月                                                                     | 1週目                                                            | 2週目                                                            | 3週目                                              | 4週目                                                         | 5週目                                   |
| ---------------------------------------------------------------------- | ---------------------------------------------------------------- | ---------------------------------------------------------------- | -------------------------------------------------- | ------------------------------------------------------------- | --------------------------------------- |
| 1月                                                                    | 7日：第289回                                                     | 14日：第290回                                                    | 21日：第291回                                      | 28日：第292回                                                 | -                                       |
| 1月                                                                    | 竹内彩姫 相川暖花 (5) 斉藤真木子 (24) 末永桜花 (7) 福士奈央 (21) | 竹内彩姫 相川暖花 (6) 斉藤真木子 (25) 末永桜花 (8) 福士奈央 (22) | 竹内彩姫 末永桜花 (9) 福士奈央 (23)                | 竹内彩姫 相川暖花 (7) 斉藤真木子 (26)                         | -                                       |
| 2月                                                                    | 4日：第293回                                                     | 11日：第294回                                                    | 18日：第295回                                      | 25日：第296回                                                 | -                                       |
| 2月                                                                    | 相川暖花 (8) 斉藤真木子 (27) 末永桜花 (10) 福士奈央 (24)         | 竹内彩姫 北川愛乃 (3) 北川綾巴 (6) 谷真理佳 (14)                 | 竹内彩姫 北川愛乃 (4) 北川綾巴 (7) 谷真理佳 (15)   | 竹内彩姫 北川愛乃 (5) 北川綾巴 (8) 谷真理佳 (16)              | -                                       |
| 3月                                                                    | 4日：第297回                                                     | 11日：第298回                                                    | 18日：第299回                                      | 25日：第300回                                                 | -                                       |
| 3月                                                                    | 竹内彩姫 北川愛乃 (6) 北川綾巴 (9) 谷真理佳 (17)                 | 竹内彩姫 鎌田菜月 内山命 (22) 高柳明音 (3) 斉藤真木子 (28)       | 内山命 (23) 高柳明音 (4) 斉藤真木子 (29)           | 竹内彩姫 鎌田菜月 高柳明音 (5)                                | -                                       |
| 4月                                                                    | 1日：第301回                                                     | 8日：第302回                                                     | 15日：第303回                                      | 22日：第304回                                                 | 29日：第305回                           |
| 4月                                                                    | 鎌田菜月 内山命 (24) 斉藤真木子 (30)                             | 竹内彩姫 高柳明音 (6) 斉藤真木子 (31)                            | 鎌田菜月 浅井裕華 (2)                              | 鎌田菜月 井上瑠夏 (3) 上村亜柚香 (10) 杉山愛佳 (6)            | 鎌田菜月 井上瑠夏 (4) 杉山愛佳 (7)      |
| 5月                                                                    | 6日：第306回                                                     | 13日：第307回                                                    | 20日：第308回                                      | 27日：第309回                                                 | -                                       |
| 5月                                                                    | 鎌田菜月 井上瑠夏 (5) 杉山愛佳 (8)                               | 鎌田菜月 上村亜柚香 (11) 浅井裕華 (3)                            | 竹内彩姫 都築里佳 (8) 荒井優希 (26)                | 竹内彩姫 杉山愛佳 (9) 都築里佳 (9) 松本慈子 (21)              | -                                       |
| 6月                                                                    | 3日：第310回                                                     | 10日：第311回                                                    | 17日：第312回                                      | 24日：第313回                                                 | -                                       |
| 6月                                                                    | 竹内彩姫 都築里佳 (10) 松本慈子 (22)                             | 竹内彩姫 杉山愛佳 (10) 荒井優希 (27)                             | 竹内彩姫 松本慈子 (23) 荒井優希 (28)               | 鎌田菜月 青木詩織 (16)                                        | -                                       |
| 7月                                                                    | 1日：第314回                                                     | 8日：第315回                                                     | 15日：第316回                                      | 22日：第317回                                                 | 29日：第318回                           |
| 7月                                                                    | 鎌田菜月 上村亜柚香 (12) 青木詩織 (17) 浅井裕華 (4)              | 鎌田菜月 上村亜柚香 (13) 青木詩織 (18) 浅井裕華 (5)              | 鎌田菜月 上村亜柚香 (14) 浅井裕華 (6)              | 鎌田菜月 青木詩織 (19) 浅井裕華 (7)                           | 鎌田菜月 石黒友月 (2)                   |
| 8月                                                                    | 5日：第319回                                                     | 12日：第320回                                                    | 19日：第321回                                      | 26日：第322回                                                 | -                                       |
| 8月                                                                    | 鎌田菜月 仲村和泉 (1)                                            | 鎌田菜月 石黒友月 (3) 仲村和泉 (2) 倉島杏実 (4)                  | 鎌田菜月 石黒友月 (4) 仲村和泉 (3) 倉島杏実 (5)    | 鎌田菜月 仲村和泉 (4) 倉島杏実 (6)                            | -                                       |
| 9月                                                                    | 2日：第323回                                                     | 9日：第324回                                                     | 16日：第325回                                      | 23日：第326回                                                 | 30日：第327回                           |
| 9月                                                                    | 竹内彩姫 北川綾巴 (10) 野島樺乃 (15)                             | 竹内彩姫 北川綾巴 (11) 後藤楽々 (7)                              | 竹内彩姫 野島樺乃 (16) 後藤楽々 (8)                | 松本慈子 (24) 荒井優希 (29) 北野瑠華 鎌田菜月 福士奈央 (25)   | 竹内彩姫 北川綾巴 (12) 青木詩織 (20)    |
| 10月                                                                   | 7日：第328回                                                     | 14日：第329回                                                    | 21日：第330回                                      | 28日：第331回                                                 | -                                       |
| 10月                                                                   | 竹内彩姫 野島樺乃 (17) 青木詩織 (21)                             | 鎌田菜月 松本慈子 (25) 荒井優希 (30) 福士奈央 (26)               | 鎌田菜月 松本慈子 (26) 荒井優希 (31) 福士奈央 (27) | 竹内彩姫 太田彩夏 (16) 相川暖花 (9) 浅井裕華 (8) 髙畑結希 (6) | -                                       |
| 11月                                                                   | 4日：第332回                                                     | 11日：第333回                                                    | 18日：第334回                                      | 25日：第335回                                                 | -                                       |
| 11月                                                                   | 竹内彩姫 相川暖花 (10) 浅井裕華 (9)                              | 竹内彩姫 相川暖花 (11) 髙畑結希 (7)                              | 竹内彩姫 太田彩夏 (17) 髙畑結希 (8)                | 竹内彩姫 太田彩夏 (18) 相川暖花 (12) 浅井裕華 (10)            | -                                       |
| 12月                                                                   | 2日：第336回                                                     | 9日：第337回                                                     | 16日：第338回                                      | 23日：第339回                                                 | 30日：第340回                           |
| 12月                                                                   | 竹内彩姫 井上瑠夏 (6) 水野愛理 (16) 赤堀君江 (1)                 | 竹内彩姫 赤堀君江 (2)                                            | 竹内彩姫 井上瑠夏 (7) 水野愛理 (17)                | 竹内彩姫 井上瑠夏 (8) 水野愛理 (18)                           | 杉山愛佳 (11) 菅原茉椰 (6) 西満里奈 (4) |
| 1. 2. 3. 4. 5. 6. 7. 8. 9. 10. 11. 12. 13. 14. 15. 16. 17. 18. 19. 20. |                                                                  |                                                                  |                                                    |                                                               |                                         |

| 2020年（2020年1月6日 - 12月28日）                  | 2020年（2020年1月6日 - 12月28日）                        | 2020年（2020年1月6日 - 12月28日）   | 2020年（2020年1月6日 - 12月28日）                | 2020年（2020年1月6日 - 12月28日）     | 2020年（2020年1月6日 - 12月28日） |
| 月                                                 | 1週目                                                    | 2週目                               | 3週目                                            | 4週目                                 | 5週目                             |
| -------------------------------------------------- | -------------------------------------------------------- | ----------------------------------- | ------------------------------------------------ | ------------------------------------- | --------------------------------- |
| 1月                                                | 6日：第341回                                             | 13日：第342回                       | 20日：第343回                                    | 27日：第344回                         | -                                 |
| 1月                                                | 鎌田菜月 西満里奈 (5)                                    | 鎌田菜月 大谷悠妃 (4) 杉山愛佳 (12) | 鎌田菜月 大谷悠妃 (5) 杉山愛佳 (13) 菅原茉椰 (7) | 鎌田菜月 杉山愛佳 (14) 菅原茉椰 (8)   | -                                 |
| 2月                                                | 3日：第345回                                             | 10日：第346回                       | 17日：第347回                                    | 24日：第348回                         | -                                 |
| 2月                                                | 竹内彩姫 鈴木恋奈 (1)                                    | 竹内彩姫 太田彩夏 (19) 鈴木恋奈 (2) | 竹内彩姫 太田彩夏 (20) 井田玲音名 (9)            | 竹内彩姫 大谷悠妃 (6) 井田玲音名 (10) | -                                 |
| 3月                                                | 2日：第349回                                             | 9日：第350回                        | 16日：第351回                                    | 23日：第352回                         | 30日：第353回                     |
| 3月                                                | 竹内彩姫 大谷悠妃 (7) 井田玲音名 (11)                    | 鎌田菜月 赤堀君江 (3) 熊崎晴香 (11) | 竹内彩姫 赤堀君江 (4)                            | 竹内彩姫 鎌田菜月 熊崎晴香 (12)       | 竹内彩姫 鎌田菜月                 |
| 4月                                                | 6日：第354回                                             | 13日：第355回                       | 20日：第356回                                    | 27日：第357回                         | -                                 |
| 4月                                                | 大谷悠妃 (8) 上村亜柚香 (15) 松本慈子 (27) 青木詩織 (22) | 大谷悠妃 上村亜柚香                 | 上村亜柚香 松本慈子 (28) 青木詩織 (23)           | 大谷悠妃 松本慈子 (29) 青木詩織 (24)  | -                                 |
| 5月                                                | 4日：第358回                                             | 11日：第359回                       | 18日：第360回                                    | 25日：第354回の再放送                 | -                                 |
| 5月                                                | 太田彩夏 (21)                                            | 太田彩夏 (22)                       | 太田彩夏 (23)                                    | 25日：第354回の再放送                 | -                                 |
| 6月                                                | 1日：第358回の再放送                                     | 8日：第361回                        | 15日：第362回                                    | 22日：第363回                         | 29日：第364回                     |
| 6月                                                | 1日：第358回の再放送                                     | 上村亜柚香                          | 上村亜柚香                                       | 大谷悠妃                              | 大谷悠妃                          |
| 7月                                                | 6日：第365回                                             | 13日：第366回                       | 20日：第367回                                    | 27日：第368回                         | -                                 |
| 7月                                                | 中野愛理 (4)                                             | 中野愛理 (5)                        | 大谷悠妃                                         | 大谷悠妃                              | -                                 |
| 8月                                                | 3日：第369回                                             | 10日：第370回                       | 17日：第371回                                    | 24日：第372回                         | 31日：第373回                     |
| 8月                                                | 上村亜柚香 坂本真凛 (1)                                  | 上村亜柚香 坂本真凛 (2)             | 上村亜柚香 太田彩夏 (24)                         | 上村亜柚香 太田彩夏 (25)              | 荒井優希 (32)                     |
| 9月                                                | 7日：第374回                                             | 14日：第375回                       | 21日：第376回                                    | 28日：第377回                         | -                                 |
| 9月                                                | 荒井優希 (33)                                            | 太田彩夏 (26)                       | 太田彩夏 (27)                                    | 上村亜柚香                            | -                                 |
| 10月                                               | 5日：第378回                                             | 12日：第379回                       | 19日：第380回                                    | 26日：第381回                         | -                                 |
| 10月                                               | 上村亜柚香                                               | 松本慈子 (30)                       | 松本慈子 (31)                                    | 大谷悠妃 佐藤佳穂 (1)                 | -                                 |
| 11月                                               | 2日：第382回                                             | 9日：第383回                        | 16日：第384回                                    | 23日：第385回                         | 30日：第386回                     |
| 11月                                               | 大谷悠妃 佐藤佳穂 (2)                                    | 大谷悠妃 髙畑結希 (9)               | 大谷悠妃 髙畑結希 (10)                           | 上村亜柚香 井上瑠夏 (9)               | 上村亜柚香 井上瑠夏 (10)          |
| 12月                                               | 7日：第387回                                             | 14日：第388回                       | 21日：第389回                                    | 28日：第390回                         | -                                 |
| 12月                                               | 上村亜柚香 野村実代 (1)                                  | 上村亜柚香 野村実代 (2)             | 上村亜柚香 太田彩夏 (28)                         | 上村亜柚香 杉山愛佳 (15)              | -                                 |
| 1. 2. 3. 4. 5. 6. 7. 8. 9. 10. 11. 12. 13. 14. 15. |                                                          |                                     |                                                  |                                       |                                   |

| 2021年（2021年1月4日 - 12月27日）                          | 2021年（2021年1月4日 - 12月27日）                           | 2021年（2021年1月4日 - 12月27日）                           | 2021年（2021年1月4日 - 12月27日）                           | 2021年（2021年1月4日 - 12月27日）                           | 2021年（2021年1月4日 - 12月27日） |
| 月                                                         | 1週目                                                       | 2週目                                                       | 3週目                                                       | 4週目                                                       | 5週目                             |
| ---------------------------------------------------------- | ----------------------------------------------------------- | ----------------------------------------------------------- | ----------------------------------------------------------- | ----------------------------------------------------------- | --------------------------------- |
| 1月                                                        | 4日：第391回                                                | 11日：第392回                                               | 18日：第393回                                               | 25日：第394回                                               | -                                 |
| 1月                                                        | 上村亜柚香 杉山愛佳 (16)                                    | 上村亜柚香 太田彩夏 (29)                                    | 杉山愛佳 (17) 太田彩夏 (30)                                 | 大谷悠妃 岡本彩夏 (1)                                       | -                                 |
| 2月                                                        | 1日：第395回                                                | 8日：第396回                                                | 15日：第397回                                               | 22日：第398回                                               | -                                 |
| 2月                                                        | 大谷悠妃 岡本彩夏 (2)                                       | 大谷悠妃 水野愛理 (19)                                      | 大谷悠妃 水野愛理 (20)                                      | 上村亜柚香 相川暖花 (13)                                    | -                                 |
| 3月                                                        | 1日：第399回                                                | 8日：第400回                                                | 15日：第401回                                               | 22日：第402回                                               | 29日：第403回                     |
| 3月                                                        | 上村亜柚香 相川暖花 (14)                                    | 大谷悠妃 上村亜柚香                                         | 大谷悠妃 上村亜柚香                                         | 松本慈子 (32) 田辺美月 (1)                                  | 大谷悠妃 田辺美月 (2)             |
| 4月                                                        | 5日：第404回                                                | 12日：第405回                                               | 19日：第406回                                               | 26日：第407回                                               | -                                 |
| 4月                                                        | 大谷悠妃 田辺美月 (3)                                       | 大谷悠妃 松本慈子 (33)                                      | 大谷悠妃 松本慈子 (34)                                      | 大谷悠妃 上村亜柚香 竹内彩姫 (3) 鎌田菜月 (2) 福士奈央 (28) | -                                 |
| 5月                                                        | 3日：第408回                                                | 10日：第409回                                               | 17日：第410回                                               | 24日：第411回                                               | 31日：第412回                     |
| 5月                                                        | 大谷悠妃 上村亜柚香 竹内彩姫 (4) 鎌田菜月 (3) 福士奈央 (29) | 大谷悠妃 上村亜柚香 竹内彩姫 (5) 鎌田菜月 (4) 福士奈央 (30) | 大谷悠妃 上村亜柚香 竹内彩姫 (6) 鎌田菜月 (5) 福士奈央 (31) | 日高優月 (18) 福士奈央 (32)                                 | 日高優月 (19) 福士奈央 (33)       |
| 6月                                                        | 7日：第413回                                                | 14日：第414回                                               | 21日：第415回                                               | 28日：第416回                                               | -                                 |
| 6月                                                        | 上村亜柚香 日高優月 (20)                                    | 上村亜柚香 福士奈央 (34)                                    | 大谷悠妃 熊崎晴香 (13)                                      | 大谷悠妃 熊崎晴香 (14)                                      | -                                 |
| 7月                                                        | 5日：第417回                                                | 12日：第418回                                               | 19日：第419回                                               | 26日：第420回                                               | -                                 |
| 7月                                                        | 大谷悠妃 入内嶋涼 (1)                                       | 大谷悠妃 入内嶋涼 (2)                                       | 上村亜柚香 髙畑結希 (11)                                    | 上村亜柚香 髙畑結希 (12)                                    | -                                 |
| 8月                                                        | 2日：第421回                                                | 9日：第422回                                                | 16日：第423回                                               | 23日：第424回                                               | 30日：第425回                     |
| 8月                                                        | 上村亜柚香 鈴木愛菜 (1)                                     | 上村亜柚香 鈴木愛菜 (2)                                     | 大谷悠妃 北川愛乃 (7) 倉島杏実 (7)                          | 大谷悠妃 北川愛乃 (8) 坂本真凛 (3)                          | 江籠裕奈 (13) 林美澪 (1)          |
| 9月                                                        | 6日：第426回                                                | 13日：第427回                                               | 20日：第428回                                               | 27日：第429回                                               | -                                 |
| 9月                                                        | 江籠裕奈 (14) 林美澪 (2)                                    | 江籠裕奈 (15) 岡本彩夏 (3)                                  | 岡本彩夏 (4) 林美澪 (3)                                     | 大谷悠妃 坂本真凛 (4) 倉島杏実 (8)                          | -                                 |
| 10月                                                       | 4日：第430回                                                | 11日：第431回                                               | 18日：第432回                                               | 25日：第433回                                               | -                                 |
| 10月                                                       | 大谷悠妃 北川愛乃 (9) 倉島杏実 (9)                          | 上村亜柚香 池田楓 (1)                                       | 上村亜柚香 池田楓 (2)                                       | 上村亜柚香 井田玲音名 (12)                                  | -                                 |
| 11月                                                       | 1日：第434回                                                | 8日：第435回                                                | 15日：第436回                                               | 22日：第437回                                               | 29日：第438回                     |
| 11月                                                       | 上村亜柚香 井田玲音名 (13)                                  | 大谷悠妃 赤堀君江 (5)                                       | 大谷悠妃 赤堀君江 (6)                                       | 大谷悠妃 仲村和泉 (5)                                       | 大谷悠妃 仲村和泉 (6)             |
| 12月                                                       | 6日：第439回                                                | 13日：第440回                                               | 20日：第441回                                               | 27日：第442回                                               | -                                 |
| 12月                                                       | 上村亜柚香 斉藤真木子 (32)                                  | 上村亜柚香 斉藤真木子 (33)                                  | 上村亜柚香 杉山愛佳 (18)                                    | 上村亜柚香 杉山愛佳 (19)                                    | -                                 |
| 1. 2. 3. 4. 5. 6. 7. 8. 9. 10. 11. 12. 13. 14. 15. 16. 17. |                                                             |                                                             |                                                             |                                                             |                                   |

| 2022年（2022年1月3日 - 12月26日） | 2022年（2022年1月3日 - 12月26日） | 2022年（2022年1月3日 - 12月26日） | 2022年（2022年1月3日 - 12月26日） | 2022年（2022年1月3日 - 12月26日） | 2022年（2022年1月3日 - 12月26日） |
| 月 | 1週目                             | 2週目                             | 3週目                             | 4週目                             | 5週目                             |
| --- | --------------------------------- | --------------------------------- | --------------------------------- | --------------------------------- | --------------------------------- |
| 1月 | 3日：第443回                      | 10日：第444回                     | 17日：第445回                     | 24日：第446回                     | 31日：第447回                     |
| 1月 | 大谷悠妃 日高優月 (21)            | 大谷悠妃 川嶋美晴 (1)             | 大谷悠妃 川嶋美晴 (2)             | 大谷悠妃 日高優月 (22)            | 上村亜柚香 西井美桜 (1)           |
| 2月 | 7日：第448回                      | 14日：第449回                     | 21日：第450回                     | 28日：第451回                     | -                                 |
| 2月 | 上村亜柚香 西井美桜 (2)           | 上村亜柚香 水野愛理 (21)          | 上村亜柚香 水野愛理 (22)          | 江籠裕奈 (16) 太田彩夏 (31)       | -                                 |
| 3月 | 7日：第452回                      | 14日：第453回                     | 21日：第454回                     | 28日：第455回                     | -                                 |
| 3月 | 江籠裕奈 (17) 大場美奈 (4)        | 太田彩夏 (32) 大場美奈 (5)        | 太田彩夏 (33) 大場美奈 (6)        | 江籠裕奈 (18) 大場美奈 (7)        | -                                 |
| 4月 | 4日：第456回                      | 11日：第457回                     | 18日：第458回                     | 25日：第459回                     | -                                 |
| 4月 | 大谷悠妃 太田彩夏 (34)            | 大谷悠妃 太田彩夏 (35)            | 大谷悠妃 石塚美月 (1)             | 大谷悠妃 石塚美月 (2)             | -                                 |
| 5月 | 2日：第460回                      | 9日：第461回                      | 16日：第462回                     | 23日：第463回                     | 30日：第464回                     |
| 5月 | 上村亜柚香 浅井裕華 (11)          | 上村亜柚香 浅井裕華 (12)          | 上村亜柚香 青海ひな乃 (1)         | 上村亜柚香 青海ひな乃 (2)         | 日高優月 (23) 水野愛理 (23)       |
| 6月 | 6日：第465回                      | 13日：第466回                     | 20日：第467回                     | 27日：第468回                     | -                                 |
| 6月 | 大谷悠妃 日高優月 (24)            | 大谷悠妃 日高優月 (25)            | 大谷悠妃 水野愛理 (24)            | 大谷悠妃 上村亜柚香               | -                                 |
| 7月 | 4日：第469回                      | 11日：第470回                     | 18日：第471回                     | 25日：第472回                     | -                                 |
| 7月 | 大谷悠妃 上村亜柚香               | 大谷悠妃 伊藤実希 (1)             | 大谷悠妃 伊藤実希 (2)             | 上村亜柚香 江籠裕奈 (19)          | -                                 |
| 8月 | 1日：第473回                      | 8日：第474回                      | 15日：第475回                     | 22日：第476回                     | 29日：第477回                     |
| 8月 | 上村亜柚香 江籠裕奈 (20)          | 上村亜柚香 井上瑠夏 (11)          | 上村亜柚香 井上瑠夏 (12)          | 大谷悠妃 鈴木愛菜 (3)             | 大谷悠妃 鈴木愛菜 (4)             |
| 9月 | 5日：第478回                      | 12日：第479回                     | 19日：第480回                     | 26日：第481回                     | -                                 |
| 9月 | 大谷悠妃 平野百菜 (1)             | 大谷悠妃 平野百菜 (2)             | 上村亜柚香 伊藤実希 (3)           | 上村亜柚香 太田彩夏 (36)          | -                                 |
| 10月 | 3日：第482回                      | 10日：第483回                     | 17日：第484回                     | 24日：第485回                     | 31日：第486回                     |
| 10月 | 伊藤実希 (4) 太田彩夏 (37)        | 上村亜柚香 太田彩夏 (38)          | 上村亜柚香 中野愛理 (6)           | 上村亜柚香 中野愛理 (7)           | 上村亜柚香 岡本彩夏 (5)           |
| 11月 | 7日：第487回                      | 14日：第488回                     | 21日：第489回                     | 28日：第490回                     | -                                 |
| 11月 | 上村亜柚香 岡本彩夏 (6)           | 大谷悠妃 青木莉樺 (1)             | 大谷悠妃 石黒友月 (5)             | 大谷悠妃 松本慈子 (35)            | -                                 |
| 12月 | 5日：第491回                      | 12日：第492回                     | 19日：第493回                     | 26日：第494回                     | -                                 |
| 12月 | 大谷悠妃 青木莉樺 (2)             | 大谷悠妃 石黒友月 (6)             | 大谷悠妃 松本慈子 (36)            | 江籠裕奈 (21) 太田彩夏 (39)       | -                                 |
| 1. 2. 3. 4. 5. 6. 7. 8. 9. 10. 11. 12. 13. 14. 15. 16. 17. 18. 19. 20. 21. 22. 23. 24. 25. 26. 27. 28. 29. 30. 31. 32. 33. 34. 35. 36. 37. 38. 39. 40. 41. 42. 43. 44. 45. 46. 47. 48. 49. 50. 51. |                                   |                                   |                                   |                                   |                                   |

| 2023年（2023年1月2日 - 12月25日） | 2023年（2023年1月2日 - 12月25日）                       | 2023年（2023年1月2日 - 12月25日）              | 2023年（2023年1月2日 - 12月25日）               | 2023年（2023年1月2日 - 12月25日）              | 2023年（2023年1月2日 - 12月25日）      |
| 月 | 1週目                                                   | 2週目                                          | 3週目                                           | 4週目                                          | 5週目                                  |
| --- | ------------------------------------------------------- | ---------------------------------------------- | ----------------------------------------------- | ---------------------------------------------- | -------------------------------------- |
| 1月 | 2日：第495回                                            | 9日：第496回                                   | 16日：第497回                                   | 23日：第498回                                  | 30日：第499回                          |
| 1月 | 大谷悠妃 上村亜柚香 平野百菜 (3) 北野瑠華 福士奈央 (35) | 上村亜柚香 江籠裕奈 (22)                       | 上村亜柚香 太田彩夏 (40)                        | 上村亜柚香 江籠裕奈 (23)                       | 大谷悠妃 都築里佳 (11)                 |
| 2月 | 6日：第500回                                            | 13日：第501回                                  | 20日：第502回                                   | 27日：第503回                                  | -                                      |
| 2月 | 大谷悠妃 都築里佳 (12)                                  | 大谷悠妃 藤本冬香 (1)                          | 大谷悠妃 藤本冬香 (2)                           | 上村亜柚香 岡本彩夏 (7)                        | -                                      |
| 3月 | 6日：第504回                                            | 13日：第505回                                  | 20日：第506回                                   | 27日：第507回                                  | -                                      |
| 3月 | 上村亜柚香 岡本彩夏 (8)                                 | 上村亜柚香 菅原茉椰 (9)                        | 上村亜柚香 菅原茉椰 (10)                        | 大谷悠妃 熊崎晴香 (15)                         | -                                      |
| 4月 | 3日：第508回                                            | 10日：第509回                                  | 17日：第510回                                   | 24日：第511回                                  | -                                      |
| 4月 | 大谷悠妃 相川暖花 (15)                                  | 大谷悠妃 熊崎晴香 (16)                         | 大谷悠妃 相川暖花 (16)                          | 上村亜柚香 谷真理佳 (18)                       | -                                      |
| 5月 | 1日：第512回                                            | 8日：第513回                                   | 15日：第514回                                   | 22日：第515回                                  | 29日：第516回                          |
| 5月 | 上村亜柚香 谷真理佳 (19)                                | 上村亜柚香 竹内ななみ (1)                      | 上村亜柚香 竹内ななみ (2)                       | 大谷悠妃 末永桜花 (11)                         | 大谷悠妃 末永桜花 (12)                 |
| 6月 | 5日：第517回                                            | 12日：第518回                                  | 19日：第519回                                   | 26日：第520回                                  | -                                      |
| 6月 | 大谷悠妃 杉山歩南 (1)                                   | 大谷悠妃 杉山歩南 (2)                          | 大谷悠妃 上村亜柚香 鎌田菜月 (6) 福士奈央 (36)  | 大谷悠妃 上村亜柚香 鎌田菜月 (7) 福士奈央 (37) | -                                      |
| 7月 | 3日：第521回                                            | 10日：第522回                                  | 17日：第523回                                   | 24日：第524回                                  | 31日：第525回                          |
| 7月 | 大谷悠妃 上村亜柚香 鎌田菜月 (8) 福士奈央 (38)          | 大谷悠妃 上村亜柚香 鎌田菜月 (9) 福士奈央 (39) | 大谷悠妃 上村亜柚香 鎌田菜月 (10) 福士奈央 (40) | 上村亜柚香 松本慈子 (37) 太田彩夏 (41)         | 上村亜柚香 松本慈子 (38) 太田彩夏 (42) |
| 8月 | 7日：第526回                                            | 14日：第527回                                  | 21日：第528回                                   | 28日：第529回                                  | -                                      |
| 8月 | 上村亜柚香 中坂美祐 (1)                                 | 上村亜柚香 中坂美祐 (2) 松本慈子 (39)          | 上村亜柚香 中坂美祐 (3) 太田彩夏 (43)           | 上村亜柚香 井田玲音名 (14) 福士奈央 (41)       | -                                      |
| 9月 | 4日：第530回                                            | 11日：第531回                                  | 18日：第532回                                   | 25日：第533回                                  | -                                      |
| 9月 | 上村亜柚香 澤田奏音 (1)                                 | 上村亜柚香 井田玲音名 (15) 澤田奏音 (2)        | 上村亜柚香 澤田奏音 (3) 福士奈央 (42)           | 大谷悠妃 赤堀君江 (7) 井上瑠夏 (13)            | -                                      |
| 10月 | 2日：第534回                                            | 9日：第535回                                   | 16日：第536回                                   | 23日：第537回                                  | 30日：第538回                          |
| 10月 | 大谷悠妃 赤堀君江 (8)                                   | 大谷悠妃 井上瑠夏 (14)                         | 大谷悠妃 赤堀君江 (9) 井上瑠夏 (15)             | 上村亜柚香 北川愛乃 (10) 日高優月 (26)         | 上村亜柚香 日高優月 (27)               |
| 11月 | 6日：第539回                                            | 13日：第540回                                  | 20日：第541回                                   | 27日：第542回                                  | -                                      |
| 11月 | 上村亜柚香 荒野姫楓 (1)                                 | 上村亜柚香 荒野姫楓 (2) 北川愛乃 (11)          | 大谷悠妃 鬼頭未来 (1)                           | 大谷悠妃 鬼頭未来 (2) 髙畑結希 (13)            | -                                      |
| 12月 | 4日：第543回                                            | 11日：第544回                                  | 18日：第545回                                   | 25日：第546回                                  | -                                      |
| 12月 | 大谷悠妃 青木詩織 (25) 髙畑結希 (14)                    | 大谷悠妃 青木詩織 (26) 髙畑結希 (15)           | 大谷悠妃 鬼頭未来 (3) 青木詩織 (27)             | 大谷悠妃 上村亜柚香                            | -                                      |
| 1. 2. 3. 4. 5. 6. 7. 8. 9. 10. 11. 12. 13. 14. 15. 16. 17. 18. 19. 20. 21. 22. 23. 24. 25. 26. 27. 28. 29. 30. 31. 32. 33. 34. 35. 36. 37. 38. 39. 40. 41. 42. 43. 44. 45. 46. 47. 48. 49. 50. 51. 52. |                                                         |                                                |                                                 |                                                |                                        |

| 2024年（2024年1月1日 - 12月30日） | 2024年（2024年1月1日 - 12月30日）        | 2024年（2024年1月1日 - 12月30日）       | 2024年（2024年1月1日 - 12月30日）                   | 2024年（2024年1月1日 - 12月30日）             | 2024年（2024年1月1日 - 12月30日）               |
| 月 | 1週目                                    | 2週目                                   | 3週目                                               | 4週目                                         | 5週目                                           |
| --- | ---------------------------------------- | --------------------------------------- | --------------------------------------------------- | --------------------------------------------- | ----------------------------------------------- |
| 1月 | 1日：第547回                             | 8日：第548回                            | 15日：第549回                                       | 22日：第550回                                 | 29日：第551回                                   |
| 1月 | 大谷悠妃 上村亜柚香                      | 上村亜柚香 赤堀君江 (10) 伊藤実希 (5)   | 上村亜柚香 赤堀君江 (11) 伊藤実希 (6)               | 大谷悠妃 北川愛乃 (12) 坂本真凛 (5)           | 大谷悠妃 上村亜柚香                             |
| 2月 | 5日：第552回                             | 12日：第553回                           | 19日：第554回                                       | 26日：第555回                                 | -                                               |
| 2月 | 上村亜柚香 北川愛乃 (13) 坂本真凛 (6)    | 上村亜柚香 北川愛乃 (14) 坂本真凛 (7)   | 太田彩夏 (44) 中野愛理 (8) 西井美桜 (3)             | 上村亜柚香 中野愛理 (9) 西井美桜 (4)          | -                                               |
| 3月 | 4日：第556回                             | 11日：第557回                           | 18日：第558回                                       | 25日：第559回                                 | -                                               |
| 3月 | 上村亜柚香 太田彩夏 (45) 中野愛理 (10)   | 上村亜柚香 太田彩夏 (46) 西井美桜 (5)   | 上村亜柚香 松本慈子 (40) 岡本彩夏 (9) 鎌田菜月 (11) | 上村亜柚香 岡本彩夏 (10) 鎌田菜月 (12)        | -                                               |
| 4月 | 1日：第560回                             | 8日：第561回                            | 15日：第562回                                       | 22日：第563回                                 | 29日：第564回                                   |
| 4月 | 上村亜柚香 岡本彩夏 (11) 鎌田菜月 (13)   | 上村亜柚香 岡本彩夏 松本慈子 (41)       | 上村亜柚香 岡本彩夏 荒井優希 (34) 福士奈央 (43)     | 上村亜柚香 岡本彩夏 福士奈央 (44)             | 上村亜柚香 岡本彩夏 荒井優希 (35) 福士奈央 (45) |
| 5月 | 6日：第565回                             | 13日：第566回                           | 20日：第567回                                       | 27日：第568回                                 | -                                               |
| 5月 | 上村亜柚香 岡本彩夏 荒井優希 (36)        | 上村亜柚香 岡本彩夏 荒井優希 (37)       | 岡本彩夏 倉本羽菜 (1)                               | 岡本彩夏 太田彩夏 (47) 鈴木恋奈 (3)           | -                                               |
| 6月 | 3日：第569回                             | 10日：第570回                           | 17日：第571回                                       | 24日：第572回                                 | -                                               |
| 6月 | 太田彩夏 (48) 鈴木恋奈 (4) 倉本羽菜 (2)  | 太田彩夏 (49) 鈴木恋奈 (5) 倉本羽菜 (3) | 上村亜柚香 岡本彩夏                                 | 上村亜柚香 岡本彩夏                           | -                                               |
| 7月 | 1日：第573回                             | 8日：第574回                            | 15日：第575回                                       | 22日：第576回                                 | 29日：第577回                                   |
| 7月 | 上村亜柚香 岡本彩夏                      | 上村亜柚香 岡本彩夏                     | 上村亜柚香 斉藤真木子 (34) 林美澪 (4)               | 上村亜柚香 斉藤真木子 (35) 林美澪 (5)         | 上村亜柚香 斉藤真木子 (36) 林美澪 (6)           |
| 8月 | 5日：第578回                             | 12日：第579回                           | 19日：第580回                                       | 26日：第581回                                 | -                                               |
| 8月 | 上村亜柚香 斉藤真木子 (37) 林美澪 (7)    | 上村亜柚香 山村さくら (1)               | 上村亜柚香 森本くるみ (1)                           | 上村亜柚香 山村さくら (2) 森本くるみ (2)      | -                                               |
| 9月 | 2日：第582回                             | 9日：第583回                            | 16日：第584回                                       | 23日：第585回                                 | 30日：第586回                                   |
| 9月 | 上村亜柚香 山村さくら (3) 森本くるみ (3) | 上村亜柚香 大村杏 (1)                   | 上村亜柚香 大村杏 (2) 野村美代 (3)                  | 上村亜柚香 大村杏 (3) 野村美代 (4)            | 上村亜柚香 大村杏 (4) 野村美代 (5)              |
| 10月 | 7日：第587回                             | 14日：第588回                           | 21日：第589回                                       | 28日：第590回                                 | -                                               |
| 10月 | 岡本彩夏 太田彩夏 (50)                   | 岡本彩夏 鈴木愛來 (1)                   | 岡本彩夏 太田彩夏 (51) 鈴木愛來 (2)                 | 岡本彩夏 太田彩夏 (52) 鈴木愛來 (3)           | -                                               |
| 11月 | 4日：第591回                             | 11日：第592回                           | 18日：第593回                                       | 25日：第594回                                 | -                                               |
| 11月 | 岡本彩夏 荒野姫楓 (3) 池田楓 (3)         | 岡本彩夏 荒野姫楓 (4) 池田楓 (4)        | 岡本彩夏 荒野姫楓 (5) 池田楓 (5)                    | 岡本彩夏 荒野姫楓 (6) 池田楓 (6)              | -                                               |
| 12月 | 2日：第595回                             | 9日：第596回                            | 16日：第597回                                       | 23日：第598回                                 | 30日：第599回                                   |
| 12月 | 上村亜柚香 倉本羽菜 (4)                  | 岡本彩夏 鈴木恋奈 (6)                   | 上村亜柚香 鈴木恋奈 (7) 倉本羽菜 (5)                | 上村亜柚香 岡本彩夏 鈴木恋奈 (8) 倉本羽菜 (6) | 上村亜柚香 岡本彩夏                             |
| 1. 2. 3. 4. 5. 6. 7. 8. 9. 10. 11. 12. 13. 14. 15. 16. 17. 18. 19. 20. 21. 22. 23. 24. 25. 26. 27. 28. 29. 30. 31. 32. 33. 34. 35. 36. 37. 38. 39. 40. 41. 42. 43. 44. 45. 46. 47. 48. 49. 50. 51. 52. 53. |                                          |                                         |                                                     |                                               |                                                 |

| 2025年（2025年1月6日 - ）                                                                                                  | 2025年（2025年1月6日 - ）               | 2025年（2025年1月6日 - ）              | 2025年（2025年1月6日 - ）                 | 2025年（2025年1月6日 - ）                     | 2025年（2025年1月6日 - ） |
| 月 | 1週目                                   | 2週目                                  | 3週目                                     | 4週目                                         | 5週目                     |
| --- | --------------------------------------- | -------------------------------------- | ----------------------------------------- | --------------------------------------------- | ------------------------- |
| 1月 | 6日：第600回                            | 13日：第601回                          | 20日：第602回                             | 27日：第603回                                 | -                         |
| 1月 | 上村亜柚香 岡本彩夏                     | 岡本彩夏 原優寧 (1)                    | 上村亜柚香 杉本りいな (1)                 | 上村亜柚香 岡本彩夏 杉本りいな (2) 原優寧 (2) | -                         |
| 2月 | 3日：第604回                            | 10日：第605回                          | 17日：第606回                             | 24日：第607回                                 | -                         |
| 2月 | 岡本彩夏 仲村和泉 (7)                   | 岡本彩夏 井上瑠夏 (16)                 | 岡本彩夏 井上瑠夏 (17) 仲村和泉 (8)       | 岡本彩夏 井上瑠夏 (18) 仲村和泉 (9)           | -                         |
| 3月 | 3日：第608回                            | 10日：第609回                          | 17日：第610回                             | 24日：第611回                                 | 31日：第612回             |
| 3月 | 大村杏 (5) 河村優愛 (1)                 | 岡本彩夏 河村優愛 (2)                  | 岡本彩夏 荒野姫楓 (7)                     | 上村亜柚香 岡本彩夏                           | 上村亜柚香 岡本彩夏       |
| 4月 | 7日：第613回                            | 14日：第614回                          | 21日：第615回                             | 28日：第616回                                 | -                         |
| 4月 | 上村亜柚香 松本慈子 (42) 倉本羽菜 (7)   | 荒野姫楓 (8) 大村杏 (6) 河村優愛 (3)   | 上村亜柚香 倉本羽菜 (8)                   | 上村亜柚香 松本慈子 (43)                      | -                         |
| 5月 | 5日：第617回                            | 12日：第618回                          | 19日：第619回                             | 26日：第620回                                 | -                         |
| 5月 | 上村亜柚香 浅井裕華 (13) 太田彩夏 (53)  | 上村亜柚香 浅井裕華 (14) 太田彩夏 (54) | 上村亜柚香 浅井裕華 (15) 太田彩夏 (55)    | 上村亜柚香 浅井裕華 (16) 太田彩夏 (56)        | -                         |
| 6月 | 2日：第621回                            | 9日：第622回                           | 16日：第623回                             | 23日：第624回                                 | 30日：第625回             |
| 6月 | 上村亜柚香 松川みゆ (1) 長谷川雅 (1)    | 上村亜柚香 松川みゆ (2)                | 上村亜柚香 長谷川雅 (2)                   | 上村亜柚香                                    | 上村亜柚香                |
| 7月 | 7日：第626回                            | 14日：第627回                          | 21日：第628回                             | 28日：第629回                                 | -                         |
| 7月 | 鈴木恋奈 (9) 菅原茉椰 (11) 倉本羽菜 (9) | 鈴木恋奈 (10) 倉本羽菜 (10)            | 鈴木恋奈 (11) 菅原茉椰 (12) 倉本羽菜 (11) | 鈴木恋奈 (12) 菅原茉椰 (13) 倉本羽菜 (12)     | -                         |
| 8月 | 4日：第630回                            | 11日：第631回                          | 18日：第632回                             | 25日：第633回                                 | -                         |
| 8月 | 鈴木愛菜 (5) 中坂美祐 (4) 川村翔子 (1)  | 鈴木愛菜 (6) 中坂美祐 (5) 川村翔子 (2) | 鈴木愛菜 (7) 中坂美祐 (6) 川村翔子 (3)    |                                               | -                         |
| 9月 | 1日：第634回                            | 8日：第635回                           | 15日：第636回                             | 22日：第637回                                 | 29日：第638回             |
| 9月 |                                         |                                        |                                           |                                               |                           |
| 10月 | 6日：第639回                            | 13日：第640回                          | 20日：第641回                             | 27日：第642回                                 | -                         |
| 10月 |                                         |                                        |                                           |                                               | -                         |
| 1. 2. 3. 4. 5. 6. 7. 8. 9. 10. 11. 12. 13. 14. 15. 16. 17. 18. 19. 20. 21. 22. 23. 24. 25. 26. 27. 28. 29. 30. 31. 32. 33. |                                         |                                        |                                           |                                               |                           |

## コーナー

### 現在のコーナー
君江さん、〇〇さん、私のこと知っていますか?
ゲストで出演しているメンバーのことを知っているか、ゲストメンバーがクイズで出題するコーナー。
あるなしじゃんけん!
レギュラーチームとゲストチームに分かれ、お題に対して「あるある」ネタか「なしなし」ネタかを勝負するコーナー。
SKE48の楽曲で神経衰弱ゲーム
トランプでお馴染みの神経衰弱をSKE48の楽曲でやってみるコーナー。
はやり言葉が蘇る…「死語の世界」
昔流行った言葉や、よく使われていた言葉をメンバーが蘇らせるコーナー。
シン・オノマトペ選考会
一般的に使われていない「オノマトペ」を、どう使えば “しっくり” くるのか!?考えてみよう!というコーナー。
この現象に名前をつけよう!
SKE48内で起こる現象に名前をつけていくコーナー。

### 過去のコーナー
SKE的現代用語辞典
ニュースなどで話題の現代用語をクイズにして一般常識を学ぶコーナー。
会いに行けるアイドル的なあれ会議
SKE48のメンバーについて、一言で個性が表現される様なキャッチコピーを考えていくコーナー。
アレ、やめませんか?
日常生活の中に潜む常識や「ノリ」で済ませている事を、やめるorやめないで判定するコーナー。
○○7（まるまるセブン）
設定されたテーマに合うSKE48メンバーを募集し、上位7人を「センター」「両サイド」「4バック」で発表するコーナー。
今日一番カワイイメンバーは誰だ!ルカ-1グランプリ
今日の出演メンバーの中で一番可愛いメンバーを北野が決めるコーナー。
私のトップ3　どんなMONだい?
メンバーが考えたランキングから、他のメンバーがなんのランキングなのかを当てるコーナー。因みに、コーナータイトルが日本テレビで放送されていた「クイズ どんなMONだい?!」に類似している。
リリッくえすちょん
普段メンバーが歌っているSKE48の楽曲の歌詞の疑問を解決するコーナー。
北野瑠華のこれなーに?
北野の「疑問に思っている事」「わからない事」をゲストメンバーに教えてもらうコーナー。ただし必ずしも正しい答えを言うとは限らない。
SKE48女のザゲン道
普段メンバーに対して「申し訳なかったなぁ」と思っていることを告白し、謝罪するコーナー。謝罪内容が薄っぺらく、反省してないメンバーを「ザゲン人」として選出する。
○○プロデュース
SKE48のイベントLiveをメンバー自身が空想でプロデュースするコーナー。
解決!ゆうるかアンサー
メンバーの悩みを打ち明けてもらい、解決するコーナー。
劇団「Saki」特別公演 → 即興劇団ゆうきシアター
リスナーからのお題でSKE48メンバーが「即興芝居」にチャレンジするコーナー。
岐阜をアイシテラブル!
岐阜県にまつわる歴史や特徴をクイズ形式で学ぶコーナー。岐阜出身メンバーの地元愛が試される。
SKE48女の懺悔道
出演メンバーとの出来事で「これは駄目でしょう?」と思うエピソードを発表し、一番悪いエピソードを決めるコーナー。
わらしべ長者しりとり
より大きなモノ、より高価なモノで「しりとり」をしていくコーナー。
クイズ、赤堀君江!（クイズ!岡本彩夏!）
メインパーソナリティーの赤堀（岡本）に関するクイズをメンバーに出題し、正解数が多い方が「初代・赤堀君江王」（初代・岡本彩夏王）の称号が与えられるコーナー。

## 連動企画
2013年8月5日から2020年9月29日までの7年2か月に亘り、テレビスピンオフ企画として、岐阜放送（ぎふチャン）で放送中のぎふサテ!内の情報コーナーで「SKE48の岐阜県だって地元ですっ!」を毎週火曜日の17:14頃に放送。
岐阜県出身のSKE48メンバーが岐阜県のスポットを訪れ、地元岐阜の魅力を再発見する。
過去放送分は、GYAO!の「バラエティ」-「その地域でしか見られないご当地番組」を通じて配信されていたため、岐阜県外でも見ることができた。
2016年6月から2017年3月までは、北野瑠華・太田彩夏・町音葉がレギュラーメンバーとして出演していた。

## 特別番組
- 『ぎふチャンラジオ公開録音 SKE48の岐阜県じゃないけど木曽川だって地元ですっ!おめでとう、イオンモール木曽川10周年!!』（2014年11月30日 15:30 - 16:00）[注 32]
- 『ぎふチャンラジオ公開録音 SKE48の岐阜県だって地元ですっ!～SKE48が木曽三川公園に参戦!!～』（2015年12月6日 15:30 - 16:00）[注 33]
- 『ぎふチャンラジオ公開録音 SKE48の岐阜県だって地元ですっ!～木曽三川公園でSKE48にガチ恋!!～』（2016年12月4日 21:00 - 21:30）[注 34]